# 塞萨洛尼基摄影博物馆
40°37′58.62″N 22°56′7.68″E / 40.6329500°N 22.9354667°E

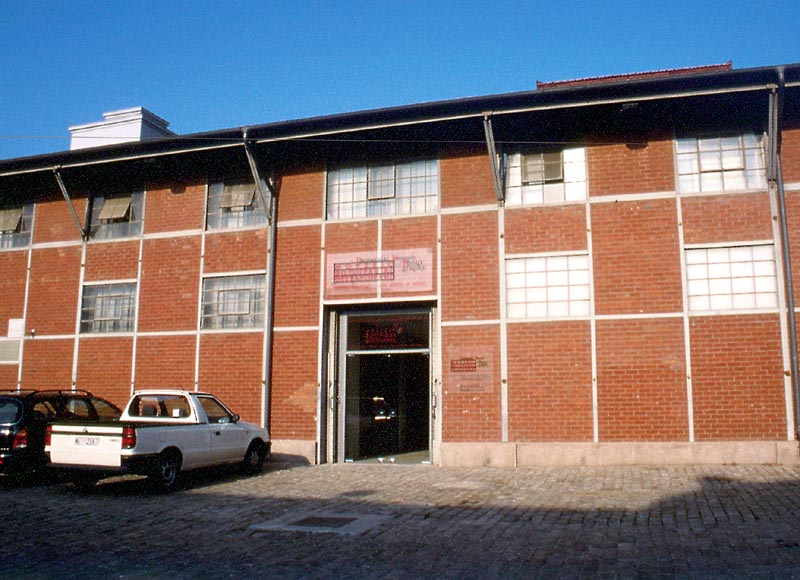

塞萨洛尼基摄影博物馆（Museum of Photography, Thessaloniki）是希腊中马其顿塞萨洛尼基的一个博物馆，创建于1987年，但直到1997年才正式成立，1998年开幕。 目前它设于港口的1号仓库，毗邻塞萨洛尼基电影博物馆。
博物馆的宗旨是收集照片，特别是希腊的历史和艺术照片，举办展览和活动，展示博物馆的馆藏，与其他类似的机构合作，并出版摄影书籍。

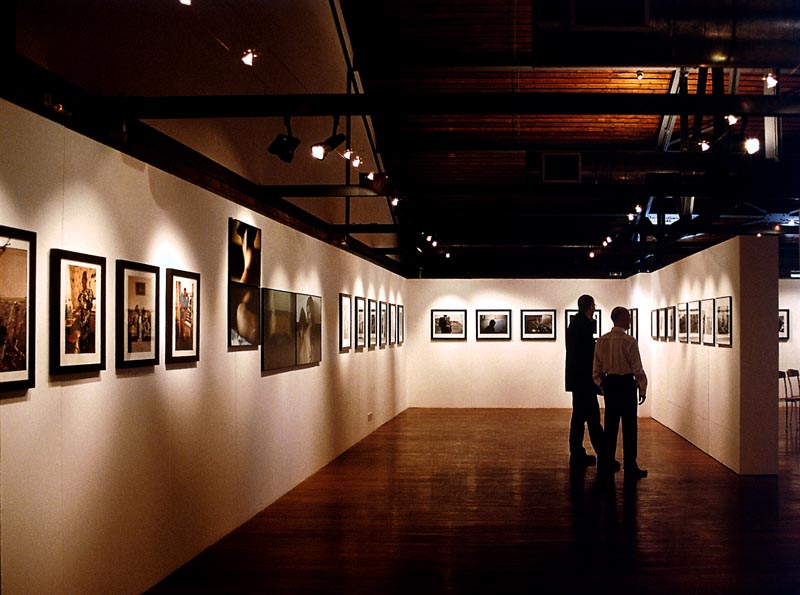
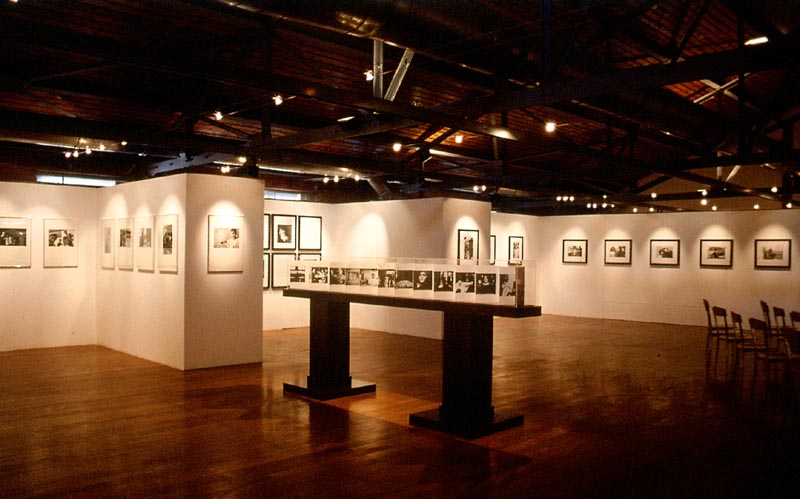